# NForce 3

NVIDIA nForce 3 標誌

nForce3是NVIDIA研發的第三代晶片組產品，採用南橋與北橋整合設計，單晶片功耗也較低。其為AMD的Athlon 64處理器設計。由於早期的nForce 3 150只支援600MHz的HyperTransport总线，被競爭對手VIA挪喻不完全支援Athlon 64。

## 產品型號
- nForce 3 150 - 首款產品，2003年9月推出
- nForce 3 250 - 于2004年3月1日推出，整体結構與150相同。支持SATA 150
- nForce 3 250GB - 支持SATA 150，支持千兆网卡
- nForce 3 Professional[1] - 支持SATA 150，支持千兆网卡，支持1 GHz的HyperTransport
- nForce 3 Ultra - 与Professional基本相同，增加对Opteron的支持